# Премія «Сатурн» за найкращу режисуру
Премія «Сатурн» за найкращу режисуру — категорія премії Сатурн, яку вручає Академія наукової фантастики, фентезі та фільмів жахів. Категорія заснована у 1976 році. Джеймс Кемерон є рекордсменом з найбільшою кількістю перемог — 5 (за 6 номінаціями), а Стівен Спілберг є найбільш номінованим режисером з 12 номінаціями (за 4 перемоги). Лише троє інших режисерів отримували нагороду більше одного разу: Пітер Джексон — 3, Браян Сінгер і Рідлі Скотт — 2.

## Лауреати і номінанти
• Лауреати виділені окремим кольором.

### 1976—1980
| Рік          | Режисер                     | Фільм                                    |
| ------------ | --------------------------- | ---------------------------------------- |
| 3-тя (1976)  |                             |                                          |
| • Мел Брукс  | Молодий Франкенштейн        |                                          |
| 4-а (1977)   |                             |                                          |
| • Ден Кертіс | Всепалення                  |                                          |
| 5-а (1978)   | • Джордж Лукас              | Зоряні війни: Нова надія                 |
| 5-а (1978)   | • Стівен Спілберг           | Близькі контакти третього ступеня        |
| 5-а (1978)   | • Ніколя Гесснер            | Маленька дівчинка, яка живе за провулком |
| 5-а (1978)   | • Карл Райнер               | О, Боже!                                 |
| 5-а (1978)   | • Дон Тейлор                | Острів доктора Моро                      |
| 6-а (1979)   | • Філіп Кауфман             | Вторгнення викрадачів тіл                |
| 6-а (1979)   | • Воррен Бітті та Бак Генрі | Небо може зачекати                       |
| 6-а (1979)   | • Робін Гарді               | Плетена людина                           |
| 6-а (1979)   | • Річард Доннер             | Супермен                                 |
| 6-а (1979)   | • Франклін Дж. Шаффнер      | Хлопці з Бразилії                        |
| 7-а (1980)   | • Рідлі Скотт               | Чужий                                    |
| 7-а (1980)   | • Роберт Вайз               | Зоряний шлях: Фільм                      |
| 7-а (1980)   | • Ніколас Маєр              | Подорож у машині часу                    |
| 7-а (1980)   | • Джон Бедем                | Дракула                                  |
| 7-а (1980)   | • Пітер Вір                 | Остання хвиля                            |

### 1981—1990
| Рік         | Режисер            | Фільм                                          |
| ----------- | ------------------ | ---------------------------------------------- |
| 8-а (1981)  | • Ірвін Кершнер    | Зоряні війни: Імперія завдає удару у відповідь |
| 8-а (1981)  | • Браян Де Пальма  | Одягнений для вбивства                         |
| 8-а (1981)  | • Вернон Ціммерман | Затемнення                                     |
| 8-а (1981)  | • Кен Рассел       | Змінені стани                                  |
| 8-а (1981)  | • Стенлі Кубрик    | Сяйво                                          |
| 9-а (1982)  | • Стівен Спілберг  | Індіана Джонс: У пошуках втраченого ковчега    |
| 9-а (1982)  | • Майкл Водлі      | Вовки                                          |
| 9-а (1982)  | • Террі Гілліам    | Бандити часу                                   |
| 9-а (1982)  | • Джон Бурман      | Екскалібур                                     |
| 9-а (1982)  | • Джон Карпентер   | Втеча з Нью-Йорка                              |
| 10-а (1983) | • Ніколас Мейер    | Зоряний шлях 2: Гнів Хана                      |
| 10-а (1983) | • Рідлі Скотт      | Той, що біжить по лезу                         |
| 10-а (1983) | • Стівен Спілберг  | Іншопланетянин                                 |
| 10-а (1983) | • Джордж Міллер    | Шалений Макс 2                                 |
| 10-а (1983) | • Тоуб Гупер       | Полтергейст                                    |
| 11-а (1984) | • Джон Бедем       | Воєнні ігри                                    |
| 11-а (1984) | • Дуглас Трамбулл  | Мозковий штурм                                 |
| 11-а (1984) | • Річард Марквенд  | Зоряні війни: Повернення джедая                |
| 11-а (1984) | • Вуді Аллен       | Зеліґ                                          |
| 11-а (1984) | • Девід Кроненберг | Мертва зона                                    |
| 12-а (1985) | • Джо Данте        | Гремліни                                       |
| 12-а (1985) | • Стівен Спілберг  | Індіана Джонс і Храм Долі                      |
| 12-а (1985) | • Джеймс Камерон   | Термінатор                                     |
| 12-а (1985) | • Браян Ґрейзер    | Сплеск                                         |
| 12-а (1985) | • Леонард Німой    | Зоряний шлях 3: У пошуках Спока                |
| 13-а (1986) | • Рон Говард       | Кокон                                          |
| 13-а (1986) | • Роберт Земекіс   | Назад у майбутнє                               |
| 13-а (1986) | • Том Голланд      | Ніч страху                                     |
| 13-а (1986) | • Ден О'Бенон      | Повернення живих мерців                        |
| 13-а (1986) | • Джордж Міллер    | Шалений Макс 3                                 |
| 13-а (1986) | • Вуді Аллен       | Пурпурова троянда Каїра                        |
| 14-а (1987) | • Джеймс Кемерон   | Чужі                                           |
| 14-а (1987) | • Леонард Німой    | Зоряний шлях 4: Подорож додому                 |
| 14-а (1987) | • Девід Кроненберг | Муха                                           |
| 14-а (1987) | • Джон Бедем       | Коротке замикання                              |
| 14-а (1987) | • Рендал Клейзер   | Політ навігатора                               |
| 15-а (1988) | • Пол Верховен     | Робот-поліцейський                             |
| 15-а (1988) | • Вільям Деар      | Гаррі і Хендерсони                             |
| 15-а (1988) | • Стен Вінстон     | Гарбузоголовий                                 |
| 15-а (1988) | • Кетрін Біґелоу   | Майже стемніло                                 |
| 15-а (1988) | • Джо Данте        | Внутрішній космос                              |
| 15-а (1988) | • Джек Шолдер      | Прихований ворог                               |
| 16-а (1990) | • Роберт Земекіс   | Хто підставив кролика Роджера                  |
| 16-а (1990) | • Чарльз Маттау    | Проведення часу на планеті Земля               |
| 16-а (1990) | • Тім Бертон       | Бітлджус                                       |
| 16-а (1990) | • Пенні Маршалл    | Великий                                        |
| 16-а (1990) | • Ренні Гарлін     | Кошмар на вулиці В'язів 4: Повелитель сну      |
| 16-а (1990) | • Ентоні Гікокс    | Музей воскових фігур                           |

### 1991—2000
| Рік          | Режисер                  | Фільм                                      |
| ------------ | ------------------------ | ------------------------------------------ |
| 17-а (1991)  | • Джеймс Кемерон         | Безодня                                    |
| 17-а (1991)  | • Джеррі Цукер           | Привид                                     |
| 17-а (1991)  | • Алехандро Ходоровський | Санта Сангре                               |
| 17-а (1991)  | • Пол Верговен           | Згадати все                                |
| 17-а (1991)  | • Сем Реймі              | Людина пітьми                              |
| 17-а (1991)  | • Роберт Земекіс         | Назад у майбутнє 3                         |
| 17-а (1991)  | • Клайв Баркер           | Нічний народ                               |
| 17-а (1991)  | • Гремліни 2             | Джо Данте                                  |
| 17-а (1991)  | • Френк Маршалл          | Арахнофобія                                |
| 18-а (1992)  | • Джеймс Камерон         | Термінатор 2: Судний день                  |
| 18-а (1992)  | • Ерік Ред               | Частини тіла                               |
| 18-а (1992)  | • Вільям Дір             | Якщо зовнішній вигляд міг вбити            |
| 18-а (1992)  | • Террі Гілліам          | Король-рибалка                             |
| 18-а (1992)  | • Роджер Корман          | Франкенштейн Незв'язаний                   |
| 18-а (1992)  | • Джонатан Деммі         | Мовчання ягнят                             |
| 19-а (1993)  | • Френсіс Форд Коппола   | Дракула                                    |
| 19-а (1993)  | • Рендал Клайзер         | Люба, я збільшив дитину                    |
| 19-а (1993)  | • Тім Бертон             | Бетмен повертається                        |
| 19-а (1993)  | • Вільям Фрідкін         | Шаленство                                  |
| 19-а (1993)  | • Роберт Земекіс         | Смерть їй личить                           |
| 19-а (1993)  | • Девід Фінчер           | Чужий 3                                    |
| 19-а (1993)  | • Пол Верговен           | Основний інстинкт                          |
| 20-а (1994)  | • Стівен Спілберг        | Парк Юрського періоду                      |
| 20-а (1994)  | • Рон Андервуд           | Серце і душі                               |
| 20-а (1994)  | • Джон МакТірнан         | Останній кіногерой                         |
| 20-а (1994)  | • Джон Ву                | Важка мішень                               |
| 20-а (1994)  | • Гарольд Раміс          | День бабака                                |
| 20-а (1994)  | • Генрі Селік            | Жах перед Різдвом                          |
| 20-а (1994)  | • Джордж Ромеро          | Темна половина                             |
| 21-а (1995)  | • Джеймс Камерон         | Правдива брехня                            |
| 21-а (1995)  | • Роберт Земекіс         | Форрест Ґамп                               |
| 21-а (1995)  | • Вільям Дір             | Янголи на краю поля                        |
| 21-а (1995)  | • Ян де Бонт             | Швидкість                                  |
| 21-а (1995)  | • Ніл Джордан            | Інтерв'ю з вампіром: Хроніка життя вампіра |
| 21-а (1995)  | • Алекс Прояс            | Ворон                                      |
| 22-а (1996)  | • Кетрін Бігелоу         | Дивні дні                                  |
| 22-а (1996)  | • Браян Сінгер           | Звичайні підозрювані                       |
| 22-а (1996)  | • Девід Фінчер           | Сім                                        |
| 22-а (1996)  | • Френк Маршалл          | Конго                                      |
| 22-а (1996)  | • Террі Гілліам          | 12 мавп                                    |
| 22-а (1996)  | • Джо Джонстон           | Джуманджі                                  |
| 22-а (1996)  | • Роберт Родрігес        | Від заходу до світанку                     |
| 23-тя (1997) | • Роланд Еммеріх         | День незалежності                          |
| 23-тя (1997) | • Пітер Джексон          | Страшили                                   |
| 23-тя (1997) | • Джоел Коен             | Фарґо                                      |
| 23-тя (1997) | • Тім Бертон             | Марс атакує!                               |
| 23-тя (1997) | • Вес Крейвен            | Крик                                       |
| 23-тя (1997) | • Джонатан Фрейкс        | Зоряний шлях: Перший контакт               |
| 24-а (1998)  | • Джон Ву                | Без обличчя                                |
| 24-а (1998)  | • Роберт Земекіс         | Контакт                                    |
| 24-а (1998)  | • Баррі Зонненфельд      | Люди в чорному                             |
| 24-а (1998)  | • Стівен Спілберг        | Парк Юрського періоду 2: Загублений світ   |
| 24-а (1998)  | • Пол Верховен           | Зоряний десант                             |
| 24-а (1998)  | • Жан-П'єр Жене          | Чужий: Воскресіння                         |
| 25-а (1999)  | • Майкл Бей              | Армагеддон                                 |
| 25-а (1999)  | • Алекс Прояс            | Темне місто                                |
| 25-а (1999)  | • Роб Бауман             | Цілком таємно                              |
| 25-а (1999)  | • Пітер Вір              | Шоу Трумена                                |
| 25-а (1999)  | • Роланд Еммеріх         | Ґодзілла                                   |
| 25-а (1999)  | • Браян Сінгер           | Здібний учень                              |
| 26-а (2000)  | • Вачовскі               | Матриця                                    |
| 26-а (2000)  | • Стівен Соммерс         | Мумія                                      |
| 26-а (2000)  | • Френк Дарабонт         | Зелена миля                                |
| 26-а (2000)  | • Дін Парізо             | У пошуках галактики                        |
| 26-а (2000)  | • Тім Бертон             | Сонна лощина                               |
| 26-а (2000)  | • Джордж Лукас           | Зоряні війни: Прихована загроза            |

### 2001—2010
| Рік          | Режисер              | Фільм                                               |
| ------------ | -------------------- | --------------------------------------------------- |
| 27-а (2001)  | • Браян Сінгер       | Люди Ікс                                            |
| 27-а (2001)  | • Роберт Земекіс     | Що приховує брехня                                  |
| 27-а (2001)  | • Рідлі Скотт        | Гладіатор                                           |
| 27-а (2001)  | • Рон Говард         | Як Ґрінч украв Різдво                               |
| 27-а (2001)  | • Клінт Іствуд       | Космічні ковбої                                     |
| 27-а (2001)  | • Енг Лі             | Тигр підкрадається, дракон ховається                |
| 28-а (2002)  | • Пітер Джексон      | Володар перснів: Братерство персня                  |
| 28-а (2002)  | • Стівен Спілберг    | Штучний розум                                       |
| 28-а (2002)  | • Девід Лінч         | Малголленд Драйв                                    |
| 28-а (2002)  | • Алехандро Аменабар | Інші                                                |
| 28-а (2002)  | • Кріс Коламбус      | Гаррі Поттер і філософський камінь                  |
| 28-а (2002)  | • Крістоф Ганс       | Братство вовка                                      |
| 29-а (2003)  | • Стівен Спілберг    | Особлива думка                                      |
| 29-а (2003)  | • Сем Реймі          | Людина-павук                                        |
| 29-а (2003)  | • Білл Пекстон       | Порок                                               |
| 29-а (2003)  | • Кріс Коламбус      | Гаррі Поттер і таємна кімната                       |
| 29-а (2003)  | • Джордж Лукас       | Зоряні війни: Атака клонів                          |
| 29-а (2003)  | • Пітер Джексон      | Володар перснів: Дві вежі                           |
| 30-а (2004)  | • Пітер Джексон      | Володар перснів: Повернення короля                  |
| 30-а (2004)  | • Гор Вербінскі      | Пірати Карибського моря: Прокляття «Чорної перлини» |
| 30-а (2004)  | • Едвард Цвік        | Останній самурай                                    |
| 30-а (2004)  | • Денні Бойл         | 28 днів по тому                                     |
| 30-а (2004)  | • Браян Сінґер       | Люди Ікс 2                                          |
| 30-а (2004)  | • Квентін Тарантіно  | Убити Білла. Фільм 1                                |
| 31-а (2005)  | • Сем Реймі          | Людина-павук 2                                      |
| 31-а (2005)  | • Чжан Імоу          | Будинок літаючих кинджалів                          |
| 31-а (2005)  | • Альфонсо Куарон    | Гаррі Поттер і в'язень Азкабану                     |
| 31-а (2005)  | • Квентін Тарантіно  | Убити Білла. Фільм 2                                |
| 31-а (2005)  | • Мішель Гондрі      | Вічне сяйво чистого розуму                          |
| 31-а (2005)  | • Майкл Манн         | Співучасник                                         |
| 32-а (2006)  | • Пітер Джексон      | Кінг-Конг                                           |
| 32-а (2006)  | • Стівен Спілберг    | Війна світів                                        |
| 32-а (2006)  | • Ендрю Адамсон      | Хроніки Нарнії: Лев, чаклунка та шафа               |
| 32-а (2006)  | • Джордж Лукас       | Зоряні війни: Помста ситхів                         |
| 32-а (2006)  | • Майк Ньювел        | Гаррі Поттер і келих вогню                          |
| 32-а (2006)  | • Крістофер Нолан    | Бетмен: Початок                                     |
| 33-тя (2007) | • Браян Сінгер       | Повернення Супермена                                |
| 33-тя (2007) | • Том Тиквер         | Парфумер: Історія одного вбивці                     |
| 33-тя (2007) | • Альфонсо Куарон    | Останній нащадок Землі                              |
| 33-тя (2007) | • Джей Джей Абрамс   | Місія нездійсненна 3                                |
| 33-тя (2007) | • Мел Гібсон         | Апокаліпто                                          |
| 33-тя (2007) | • Гільєрмо дель Торо | Лабіринт Фавна                                      |
| 34-а (2008)  | • Зак Снайдер        | 300 спартанців                                      |
| 34-а (2008)  | • Сем Реймі          | Людина-павук 3                                      |
| 34-а (2008)  | • Тім Бертон         | Свіні Тодд                                          |
| 34-а (2008)  | • Френк Дарабонт     | Імла                                                |
| 34-а (2008)  | • Девід Єйтс         | Гаррі Поттер та Орден Фенікса                       |
| 34-а (2008)  | • Пол Грінграсс      | Ультиматум Борна                                    |
| 35-а (2009)  | • Джон Фавро         | Залізна людина                                      |
| 35-а (2009)  | • Стівен Спілберг    | Індіана Джонс і королівство кришталевого черепа     |
| 35-а (2009)  | • Клінт Іствуд       | Підміна                                             |
| 35-а (2009)  | • Девід Фінчер       | Загадкова історія Бенджаміна Баттона                |
| 35-а (2009)  | • Ендрю Стентон      | ВОЛЛ·І                                              |
| 35-а (2009)  | • Крістофер Нолан    | Темний лицар                                        |
| 35-а (2009)  | • Браян Сінгер       | Операція «Валькірія»                                |
| 36-а (2010)  | • Джеймс Кемерон     | Аватар                                              |
| 36-а (2010)  | • Квентін Тарантіно  | Безславні виродки                                   |
| 36-а (2010)  | • Нілл Блумкамп      | Дев'ятий округ                                      |
| 36-а (2010)  | • Зак Снайдер        | Хранителі                                           |
| 36-а (2010)  | • Дж. Дж. Абрамс     | Зоряний шлях                                        |
| 36-а (2010)  | • Гай Річі           | Шерлок Холмс                                        |
| 36-а (2010)  | • Кетрін Бігелоу     | Володар бурі                                        |

### 2011—2020
| Рік          | Режисер                        | Фільм                                         |
| ------------ | ------------------------------ | --------------------------------------------- |
| 37-а (2011)  | • Крістофер Нолан              | Початок                                       |
| 37-а (2011)  | • Мартін Скорсезе              | Острів проклятих                              |
| 37-а (2011)  | • Клінт Іствуд                 | Потойбічне                                    |
| 37-а (2011)  | • Девід Єйтс                   | Гаррі Поттер і Смертельні реліквії: Частина 1 |
| 37-а (2011)  | • Даррен Аронофскі             | Чорний лебідь                                 |
| 37-а (2011)  | • Метт Рівз                    | Дозволь мені війти                            |
| 38-а (2012)  | • Дж. Дж. Абрамс               | Супер 8                                       |
| 38-а (2012)  | • Девід Єйтс                   | Гаррі Поттер і Смертельні реліквії: Частина 2 |
| 38-а (2012)  | • Бред Берд                    | Місія нездійсненна: Протокол «Фантом»         |
| 38-а (2012)  | • Мартін Скорсезе              | Хранитель часу                                |
| 38-а (2012)  | • Стівен Спілберг              | Пригоди Тінтіна: Таємниця «Єдинорога»         |
| 38-а (2012)  | • Руперт Ваятт                 | Повстання планети мавп                        |
| 39-а (2013)  | • Джосс Відон                  | Месники                                       |
| 39-а (2013)  | • Крістофер Нолан              | Темний лицар повертається                     |
| 39-а (2013)  | • Пітер Джексон                | Хоббіт: Несподівана подорож                   |
| 39-а (2013)  | • Вільям Фрідкін               | Кілер Джо                                     |
| 39-а (2013)  | • Раян Джонсон                 | Петля часу                                    |
| 39-а (2013)  | • Енг Лі                       | Життя Пі                                      |
| 40-а (2014)  | • Альфонсо Куарон              | Гравітація                                    |
| 40-а (2014)  | • Пітер Джексон                | Хоббіт: Пустка Смога                          |
| 40-а (2014)  | • Дж. Дж. Абрамс               | Стартрек: Відплата                            |
| 40-а (2014)  | • Френсіс Лоуренс              | Голодні ігри: У вогні                         |
| 40-а (2014)  | • Пітер Берґ                   | Уцілілий                                      |
| 40-а (2014)  | • Гільєрмо дель Торо           | Тихоокеанський рубіж                          |
| 41-а (2015)  | • Джеймс Ганн                  | Вартові галактики                             |
| 41-а (2015)  | • Метт Рівз                    | Світанок планети мавп                         |
| 41-а (2015)  | • Браян Сінгер                 | Люди Ікс: Дні минулого майбутнього            |
| 41-а (2015)  | • Алехандро Гонсалес Іньярріту | Бердмен                                       |
| 41-а (2015)  | • Ентоні Руссо та Джо Руссо    | Перший месник: Друга війна                    |
| 41-а (2015)  | • Даг Лайман                   | На межі майбутнього                           |
| 41-а (2015)  | • Крістофер Нолан              | Інтерстеллар                                  |
| 42-а (2016)  | • Рідлі Скотт                  | Марсіянин                                     |
| 42-а (2016)  | • Алекс Ґарленд                | Ex Machina                                    |
| 42-а (2016)  | • Колін Треворров              | Світ Юрського періоду                         |
| 42-а (2016)  | • Дж. Дж. Абрамс               | Зоряні війни: Пробудження Сили                |
| 42-а (2016)  | • Гільєрмо дель Торо           | Багряний пік                                  |
| 42-а (2016)  | • Пейтон Рід                   | Людина-мураха                                 |
| 42-а (2016)  | • Джордж Міллер                | Шалений Макс: Дорога гніву                    |
| 43-тя (2017) | • Ґарет Едвардс                | Бунтар Один. Зоряні Війни. Історія            |
| 43-тя (2017) | • Браян Сінгер                 | Люди Ікс: Апокаліпсис                         |
| 43-тя (2017) | • Дені Вільнев                 | Прибуття                                      |
| 43-тя (2017) | • Джон Фавро                   | Книга джунглів                                |
| 43-тя (2017) | • Стівен Спілберг              | Великий дружній велетень                      |
| 43-тя (2017) | • Ентоні Руссо та Джо Руссо    | Перший месник: Протистояння                   |
| 43-тя (2017) | • Скотт Дерріксон              | Доктор Стрендж                                |
| 44-а (2018)  | • Раян Куглер[en]              | Чорна Пантера                                 |
| 44-а (2018)  | • Джордан Піл                  | Пастка                                        |
| 44-а (2018)  | • Дені Вільнев                 | Той, хто біжить по лезу 2049                  |
| 44-а (2018)  | • Гільєрмо дель Торо           | Форма води                                    |
| 44-а (2018)  | • Метт Рівз                    | Війна за планету мавп                         |
| 44-а (2018)  | • Петті Дженкінс               | Диво-жінка                                    |
| 44-а (2018)  | • Раян Джонсон                 | Зоряні війни: Останні джедаї                  |
| 45-а (2019)  | • Джордан Піл                  | Ми                                            |
| 45-а (2019)  | • Стівен Спілберг              | Першому гравцю приготуватися                  |
| 45-а (2019)  | • Чжан Їмоу                    | Тінь                                          |
| 45-а (2019)  | • Карін Кусама                 | Руйнівник                                     |
| 45-а (2019)  | • Джеймс Ван                   | Аквамен                                       |
| 45-а (2019)  | • Ентоні Руссо та Джо Руссо    | Месники: Завершення                           |
| 45-а (2019)  | • Гай Річі                     | Аладдін                                       |
| 45-а (2019)  | • Анна Боден та Раян Флек      | Капітан Марвел                                |
| 46-а (2020)  | • Дж. Дж. Абрамс               | Зоряні війни: Скайвокер. Сходження            |
| 46-а (2020)  | • Квентін Тарантіно            | Одного разу в… Голлівуді                      |
| 46-а (2020)  | • Майк Фленаган                | Доктор Сон                                    |
| 46-а (2020)  | • Лі Воннелл                   | Людина-невидимка                              |
| 46-а (2020)  | • Нікі Каро                    | Мулан                                         |
| 46-а (2020)  | • Джина Принс-Байтвуд          | Стара гвардія                                 |
| 46-а (2020)  | • Крістофер Нолан              | Тенет                                         |

### 2021—2030
| Рік            | Режисер                   | Фільм                           |
| -------------- | ------------------------- | ------------------------------- |
| 47-а (2021/22) | • Метт Рівз               | Бетмен                          |
| 47-а (2021/22) | • Ґільєрмо дель Торо      | Алея жаху                       |
| 47-а (2021/22) | • Джозеф Косинські        | Топ Ґан: Меверік                |
| 47-а (2021/22) | • Джордан Піл             | Ноу                             |
| 47-а (2021/22) | • Ш. Ш. Раджамулі         | RRR                             |
| 47-а (2021/22) | • Стівен Спілберг         | Вестсайдська історія            |
| 47-а (2021/22) | • Джон Воттс              | Людина-павук: Додому шляху нема |
| 48-а (2022/23) | • Джеймс Кемерон          | Аватар: Шлях води               |
| 48-а (2022/23) | • Ґрета Ґервіґ            | Барбі                           |
| 48-а (2022/23) | • Джеймс Френсіс Ґанн     | Вартові галактики 3             |
| 48-а (2022/23) | • Джеймс Менголд          | Індіана Джонс і реліквія долі   |
| 48-а (2022/23) | • Марк Майлод             | Меню                            |
| 48-а (2022/23) | • Крістофер Нолан         | Оппенгеймер                     |
| 48-а (2022/23) | • Денні та Майкл Філіппоу | Говори до мене                  |